# دبوسيات
الدَبّوسِيَّات (الاسم العلمي: Clavariaceae)، فصيلة فطريات من رتبة الغاريقونيات. إجمالا، تُعرف باسم الفطريات المرجانية نظرًا لتشابهها مع الشعاب المرجانية المائية، ولها أسماء عامية أخرى ى بما في ذلك فطريات قرن الوعل وفطريات الأصابع وعفن الدودة وفطر السباغيتي.
تتميز ببساطة تركيبها. تختها لحمي التكوين، مستقيم الانتشاب رزمي التجميع أو فردية تلحفه نكعة مخددة الصفحة أو ملساء.